# Ізабелла (Оклахома)
Ізабелла (англ. Isabella) — переписна місцевість (CDP) в США, в окрузі Мейджор штату Оклахома. Населення — 114 особи (2020).

## Географія
Ізабелла розташована за координатами 36°14′20″ пн. ш. 98°19′35″ зх. д. / 36.23889° пн. ш. 98.32639° зх. д. (36.238987, -98.326401).  За даними Бюро перепису населення США в 2010 році переписна місцевість мала площу 7,73 км², з яких 7,73 км² — суходіл та 0,00 км² — водойми.

## Демографія
Згідно з переписом 2010 року, у переписній місцевості мешкало 136 осіб у 59 домогосподарствах у складі 44 родин. Густота населення становила 18 осіб/км².  Було 69 помешкань (9/км²).
Расовий склад населення:
| - 89,0 % — білих - 2,9 % — корінних американців - 5,1 % — осіб інших рас |

До двох чи більше рас належало 2,9 %. Частка іспаномовних становила 9,6 % від усіх жителів.
За віковим діапазоном населення розподілялося таким чином: 22,8 % — особи молодші 18 років, 58,8 % — особи у віці 18—64 років, 18,4 % — особи у віці 65 років та старші. Медіана віку мешканця становила 42,3 року. На 100 осіб жіночої статі у переписній місцевості припадало 115,9 чоловіків;  на 100 жінок у віці від 18 років та старших — 144,2 чоловіків також старших 18 років.
За межею бідності перебувало 61,3 % осіб, у тому числі 87,6 % дітей у віці до 18 років та 0,0 % осіб у віці 65 років та старших.
Цивільне працевлаштоване населення становило 59 осіб. Основні галузі зайнятості: роздрібна торгівля — 20,3 %, виробництво — 15,3 %, публічна адміністрація — 13,6 %, сільське господарство, лісництво, риболовля — 11,9 %.